# فقط یک بوسه (فیلم ۲۰۰۲)
فقط یک بوسه (به انگلیسی: Just a Kiss) فیلمی محصول سال ۲۰۰۲ و به کارگردانی فیشر استیونس است. در این فیلم بازیگرانی همچون ران الدارد، کیرا سجویک، مریسا تومی، مارلی شلتن، تی دیگز، ساریتا چودری، پاتریک برین، زوئی کالدول، پیتر دینکلیج و ایدینا منزل ایفای نقش کرده‌اند.